# Пірам

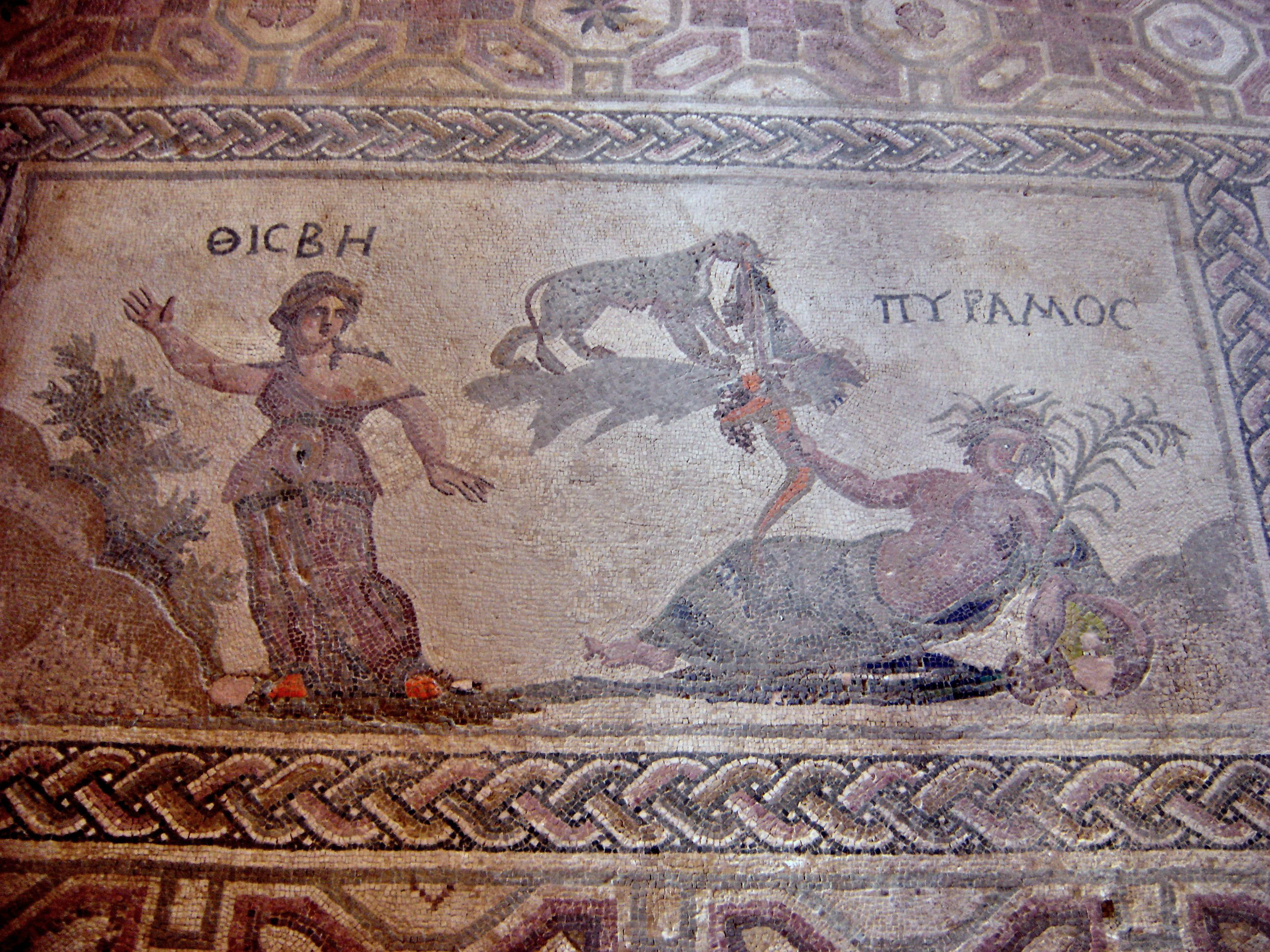
Пірам і Фісба

Пірам (грец. Πύραμος) — вавилонський юнак, закоханий у свою сусідку Тісбу.
Через заборону батьків закохані могли розмовляти тільки крізь щілину в стіні. Якось вони вирішили зустрітися за містом під смоківницею, коло гробниці Ніна, покровителя Вавилона. Тісба прийшла перша, але побачила лева, який роздирав корову, і, налякана, втекла, загубивши своє покривало. Невдовзі підійшов Пірам і побачив покривало.
Подумавши, що кохана стала жертвою хижака, хлопець укоротив собі віку. Повернувшись на місце зустрічі, Тісба побачила неживого коханого і теж заподіяла собі смерть. Від їхньої крові білі плоди смоківниці стали багряними. 
Історія, яку розповів Овідій у «Метаморфозах», була дуже популярна в середні віки та в епоху Відродження. Міф використав Шекспір у комедії «Сон літньої ночі».